# Anacalliacinae
Anacalliacinae is een onderfamilie van kreeftachtigen uit de klasse van de Malacostraca (hogere kreeftachtigen).

## Geslachten
- Anacalliaopsis Sakai, 2011
- Anacalliax de Saint Laurent, 1973
- Capecalliax Sakai, 2011